# Oklahoma Warriors
Oklahoma Warriors är ett amerikanskt juniorishockeylag som spelar i North American Hockey League (NAHL) sedan 2022 efter att Wichita Falls Warriors blev flyttad från Wichita Falls i Texas. Laget spelar sina hemmamatcher i inomhusarenan Blazers Ice Centre, i Oklahoma City i Oklahoma. 2023 vann Warriors sin första Robertson Cup, som delas ut till det lag som vinner NAHL:s slutspel.
De har ännu inte fostrat någon nämnvärd spelare.